# 羅韋齊河
羅韋齊河（烏克蘭語：Ровець），是烏克蘭的河流，位於該國西南部文尼察州，屬於南布格河的右支流，發源自杜博瓦和佩特拉尼之間，流經日梅林卡區和文尼察區，河道全長37公里，流域面積221平方公里。